# Apatin
Apatin (en serbe cyrillique : Апатин ; en allemand : Abthausen) est une ville et une municipalité de Serbie située dans la province autonome de Voïvodine, district de Bačka occidentale. Au recensement de 2011, la ville comptait 17 352 habitants et la municipalité dont elle est le centre 28 654.

## Géographie
Apatin est située au nord-ouest de la vaste plaine de la Bačka, sur la rive gauche du Danube, à un endroit où le fleuve sert de frontière naturelle entre la Serbie et la Croatie. La municipalité, quant à elle, est située entre la municipalité de Sombor au nord et celle d'Odžaci au sud-est. La ville d'Apatin est traversée par le Danube et longée par le canal Danube-Tisa-Danube.

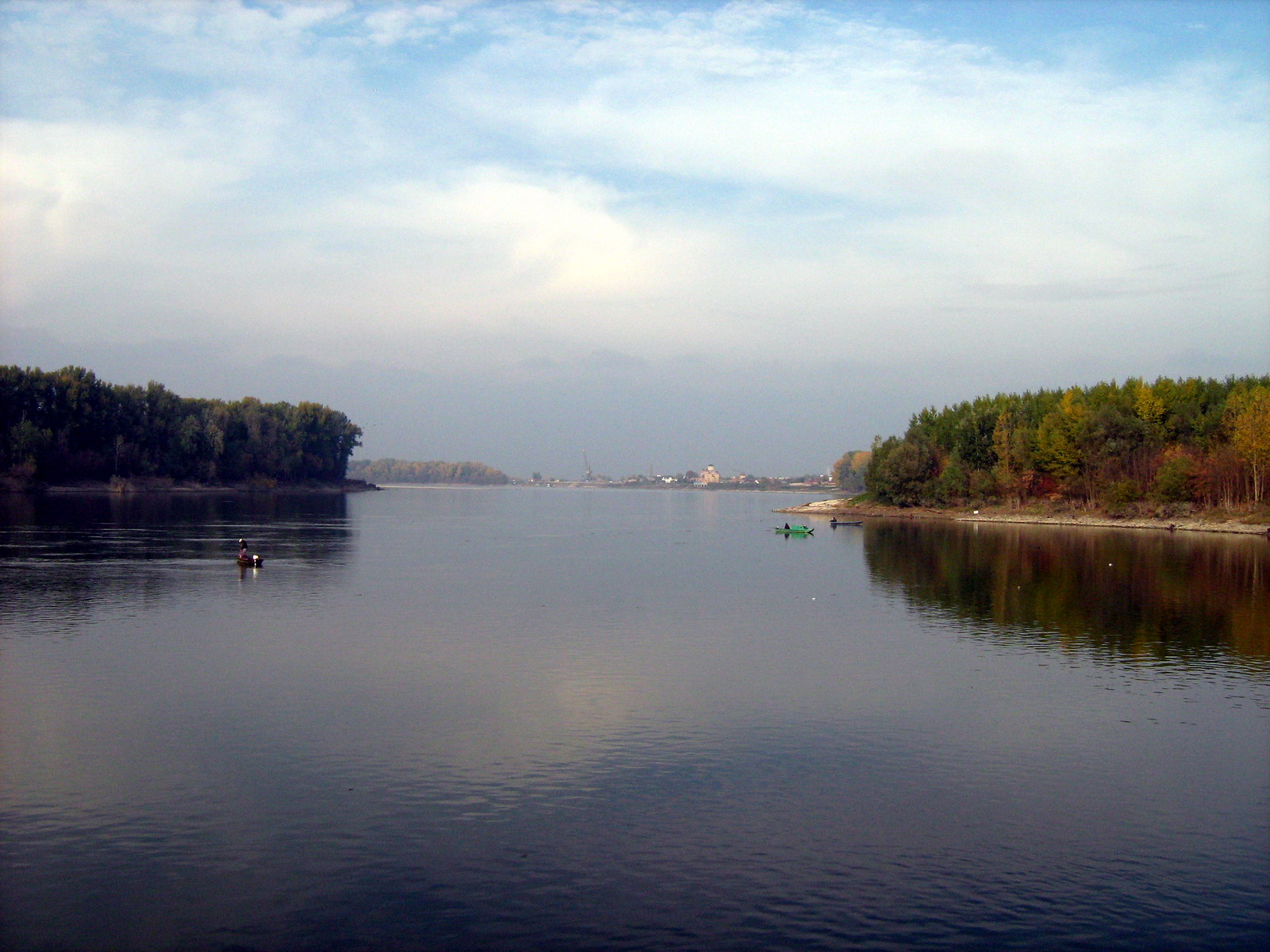
Le Danube près d'Apatin

## Histoire
La position géographique de la région, la proximité du Danube, sa richesse en ressources alimentaires (fruits, poisson, gibier) y ont attiré les hommes depuis la Préhistoire. Les Sarmates, les Celtes, les Goths se sont plus tard succédé à cet endroit.
Au Ier siècle, au moment de la conquête romaine, on y observe la présence d'un camp militaire qui joua un rôle important dans la défense de la Province de Pannonie. Au VIe siècle, les Slaves s'installèrent dans la région et au Xe siècle les Hongrois y établirent leur domination.
La première mention écrite d'Apatin date de 1011.
Les XIVe et XVe siècles sont marqués par la féodalité. En échange de terres, les vassaux devaient accomplir un service militaire pour leur suzerain. De nombreux pêcheurs et chasseurs, ainsi que des meuniers, s'installèrent dans la région.
En 1417, Apatin appartenait au domaine de Stefan Lazarević, qui avait été couronné despote de Serbie en 1402. En 1526-1527 la ville fit partie de l'éphémère État dirigé par l'empereur Jovan Nenad. Elle tomba peu après entre les mains de l'Empire ottoman.
À la fin du XVIIe siècle, Apatin entra dans les possessions des Habsbourg. En 1690, lorsque la grande migration des Serbes, de très nombreux réfugiés, conduits par Arsenije III Čarnojević, vinrent chercher la sécurité à Apatin, mais aussi à Sombor et à Prigrevica. En 1748, des colons allemands vinrent à leur tour s'installer dans la région, contraignant les populations serbes à se replier sur Stapar. Ces colons germaniques arrivaient de diverses régions ; leur point de ralliement se trouvait à Ulm et, à partir de là, le Danube les conduisait jusqu'à Apatin, qui devint la base de l'expansion allemande en Voïvodine. Après leur installation, une église fut édifiée près du port ; une place centrale fut également construite à cette époque.
En 1756, Apatin se dota d'une brasserie et d'une distillerie, connue aujourd'hui sous le nom de Apatinska pivara. En 1764, une grande usine de textiles ouvrit ses portes et, en 1760, Apatin fut officiellement reconnue comme ville.
À la fin du XVIIIe siècle, une inondation détruisit la place centrale et ruina la moitié de la cité. Une nouvelle place fut construite au nord-ouest de la brasserie et la ville commença à prendre sa forme actuelle. Le XVIIIe siècle et le début du XIXe siècle virent la cité se développer économiquement, notamment grâce au commerce, à l'artisanat et à la construction de bateaux.
En 1848-1849, la ville d'Apatin fit partie de la voïvodine de Serbie, une province autonome à l'intérieur de l'empire d'Autriche et, entre 1849 et 1860, elle fit partie du voïvodat de Serbie et du Banat de Tamiš, toujours à l'intérieur de l'Autriche-Hongrie.
En 1869, de nombreuses banques s'installèrent dans la ville et favorisèrent son développement industriel.
En 1918, après l'effondrement de l'Autriche-Hongrie, Apatin devint une province du royaume de Serbie, royaume qui, en intégrant le royaume du Monténégro, allait former le royaume des Serbes, Croates et Slovènes, rebaptisé royaume de Yougoslavie en 1929.
En 1941, les puissances de l'Axe envahirent la Yougoslavie et la démembrèrent. Apatin fut intégrée dans la Hongrie de Miklós Horthy. Le 24 octobre 1944, les Partisans communistes de Tito libérèrent la ville. La population allemande a été délogée par la force ou tuée par des actes de vengeance excessive à la fin du conflit mondial. Le chiffre des victimes civiles fait état de 2 074 personnes identifiées. Apatin fut alors intégrée à la nouvelle république fédérative socialiste de Yougoslavie, à l'intérieur de la république populaire de Serbie et de la province autonome de Voïvodine.
Entre 1992 et 2003, Apatin fit partie de la république fédérale de Yougoslavie ; entre 2003 et 2006 elle fit partie de la Serbie-Monténégro, et, depuis 2006, elle fait partie de la Serbie indépendante.

## Localités de la municipalité d'Apatin

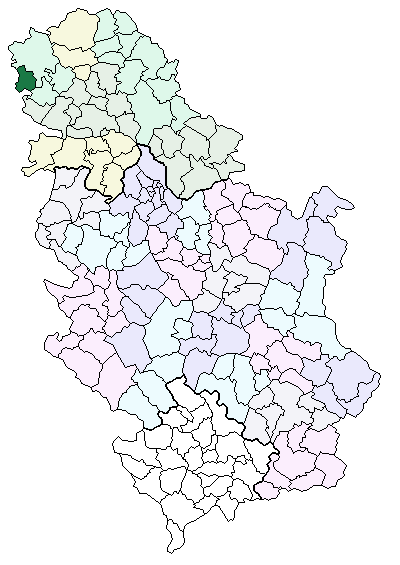
Localisation de la municipalité d'Apatin en Serbie
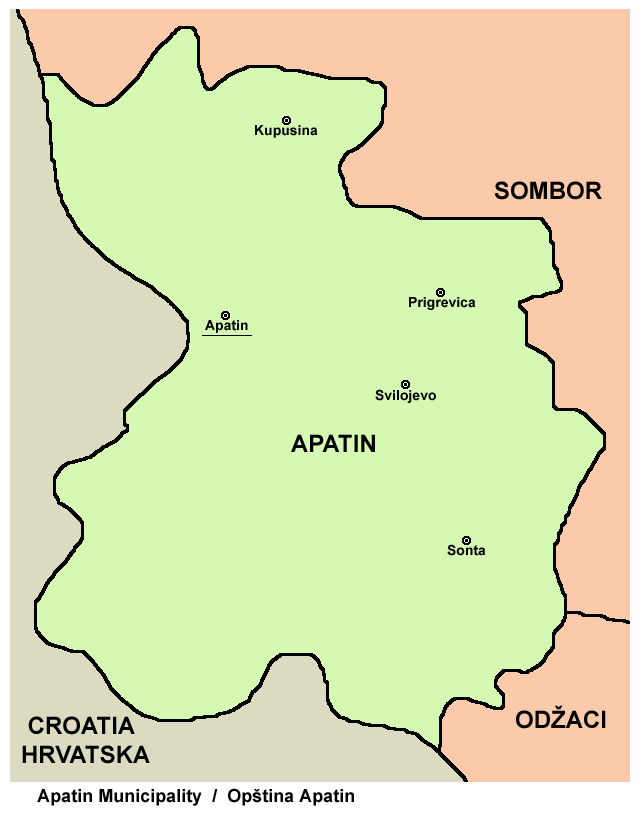
Localités de la municipalité d'Apatin

La municipalité d'Apatin compte 5 localités :
- Apatin
- Kupusina
- Prigrevica
- Svilojevo
- Sonta

Apatin est officiellement classée parmi les« localités urbaines » (en serbe : градско насеље et gradsko naselje) ; les autres localités sont considérées comme des « villages » (село/selo).

## Démographie

### Ville

#### Évolution historique de la population dans la ville
| 1948   | 1953   | 1961   | 1971   | 1981   | 1991   | 2002   | 2011   |
| ------ | ------ | ------ | ------ | ------ | ------ | ------ | ------ |
| 13 195 | 14 465 | 17 191 | 17 565 | 18 320 | 18 389 | 19 320 | 17 352 |

### Municipalité

#### Répartition de la population par nationalités dans la municipalité (2002)
Apatin et Prigrevica possèdent une majorité de peuplement serbe. Sonta possède une majorité croate (Šokci). Les populations d'origine hongroise sont majoritaires à Kupusina et Svilojevo.

## Religions

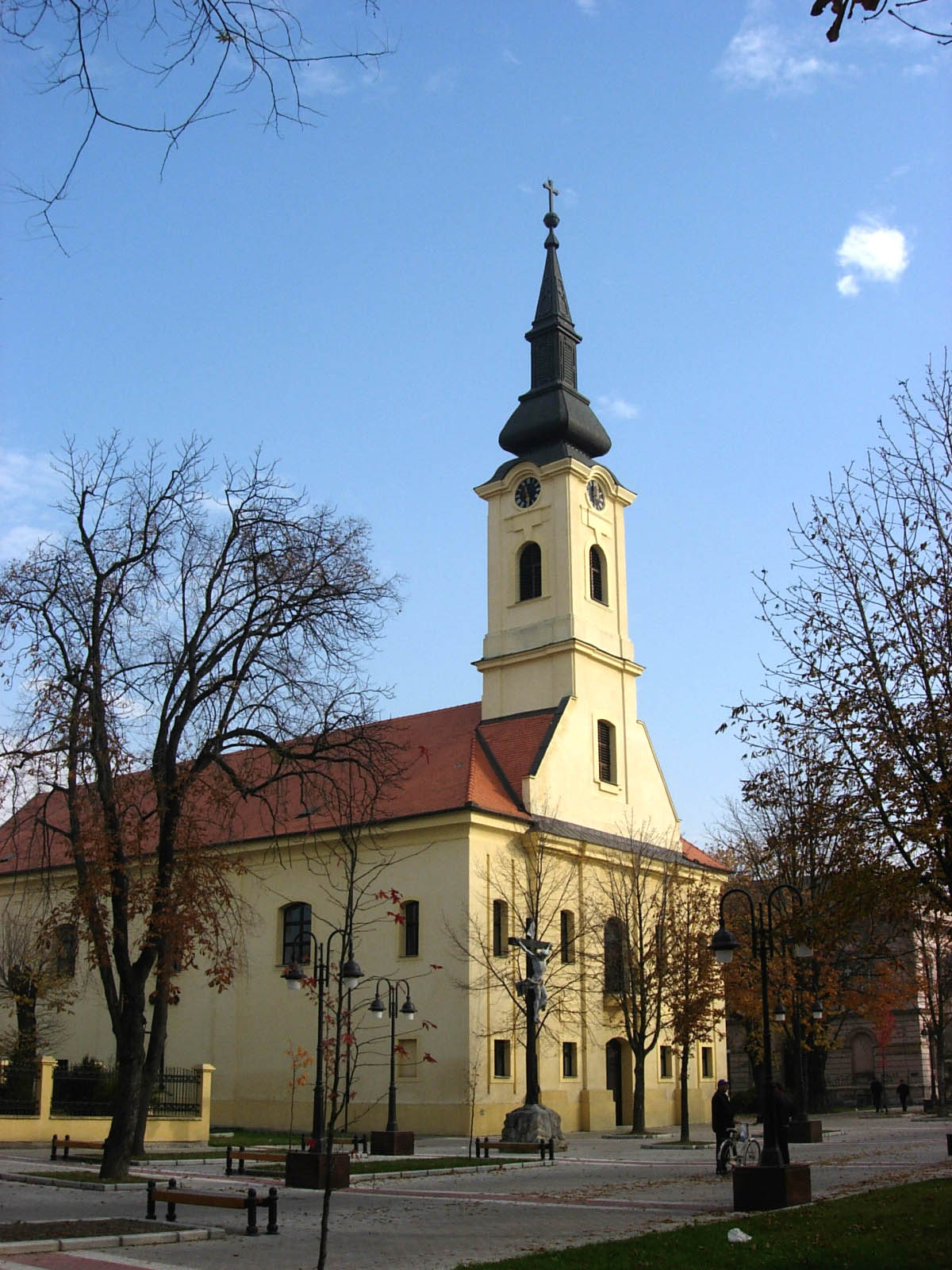
L'église catholique de l'Assomption de la Sainte-Vierge-Marie dans le centre-ville d'Apatin
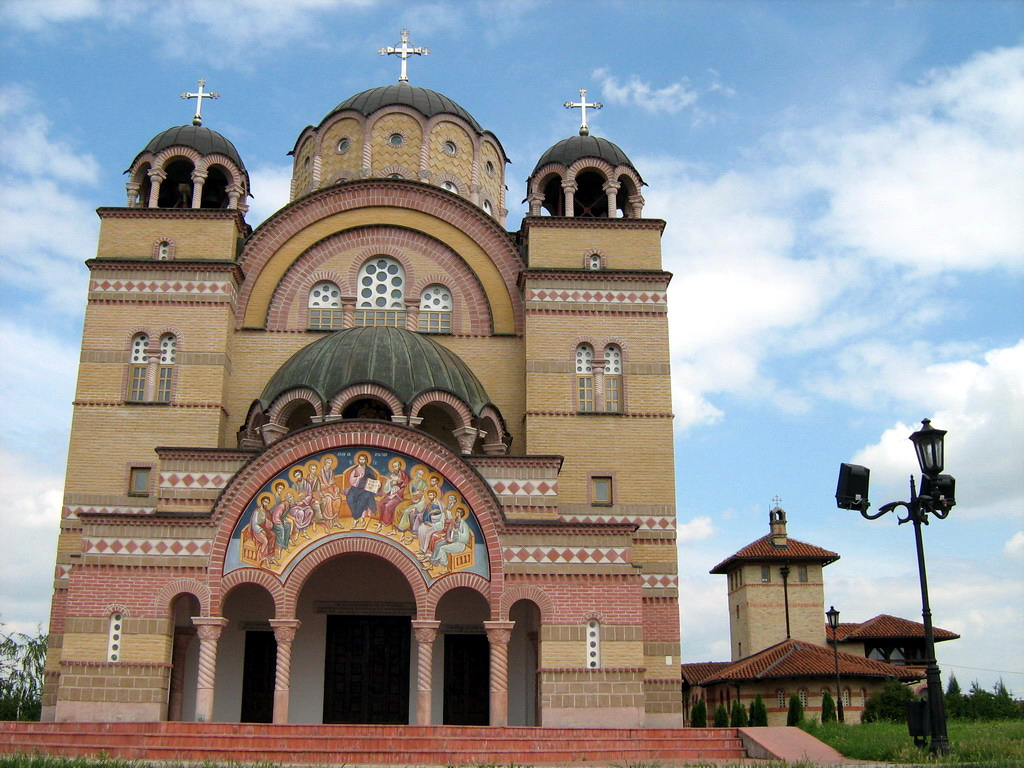
L'église orthodoxe serbe d'Apatin

## Politique
À la suite des élections locales serbes de 2008, les 29 sièges de l'assemblée municipale d'Apatin se répartissaient de la manière suivante, :
| Parti                                                           | Sièges |
| --------------------------------------------------------------- | ------ |
| Parti socialiste de Serbie - Parti des retraités unis de Serbie | 11     |
| Parti radical serbe                                             | 8      |
| Pour un Apatin européen                                         | 5      |
| Mouvement pour Apatin                                           | 3      |
| Coalition hongroise                                             | 2      |

Živorad Smiljanić, membre du Parti socialiste de Serbie, a été élu président (maire) de la municipalité. Milan Škrbić, membre du Parti radical serbe de Vojislav Šešelj, a été élu président de l'assemblée municipale.

## Sport
Apatin possède un club de football, le FK Mladost Apatin.

## Économie

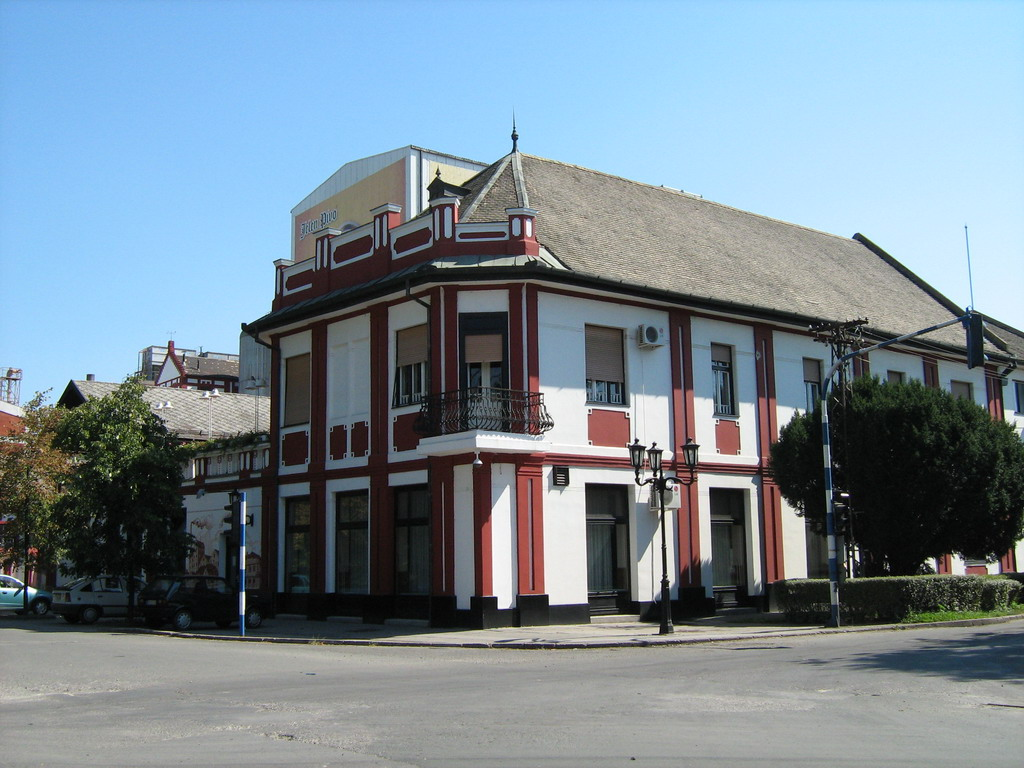
La brasserie Apatinska pivara d'Apatin

Parmi les entreprises les plus importantes d'Apatin, on peut citer la brasserie Apatinska pivara (code BELEX : APTP), qui a été créée en 1756 et Rapid, qui fabrique des briques en silicate, ou encore l'entreprise agricole Jedinstvo, qui produit des céréales et des plantes industrielles, blé, maïs, soja, tournesol et betterave à sucre, et qui pratique également l'élevage.

## Tourisme

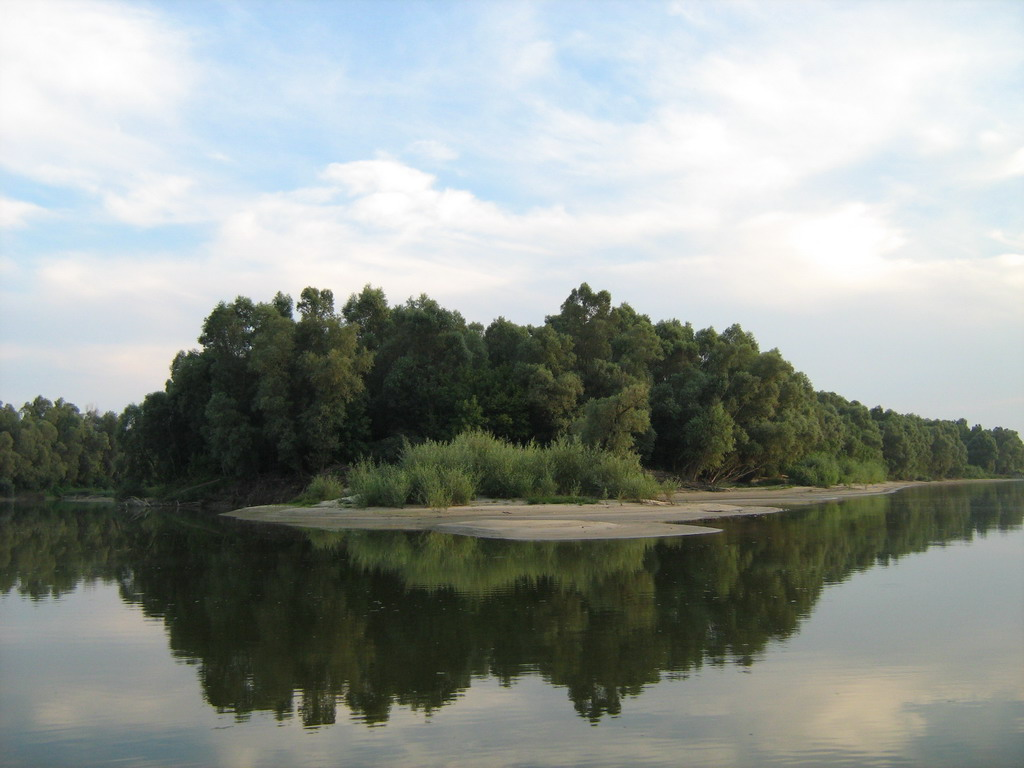
L'espace protégé de Gornje Podunavlje, près d'Apatin

Près de la ville d'Apatin se trouve la station thermale de Junaković. L'espace protégé de Gornje Podunavlje est également situé à proximité ; depuis 2007, ce site est inscrit sur la liste des sites Ramsar pour la conservation et l'utilisation durable des zones humides.

## Personnalités
- Paul Abraham (1892-1960), compositeur, né à Apatin.
- Gyula Pártos (1845–1916), architecte hongrois, né à Apatin.
- Željko Rebrača (né en 1972), joueur de basket-ball professionnel, né à Prigrevica près d'Apatin.
- Ervin Sinko (1898-1967), écrivain, né à Apatin.
- Jovan Lakatoš (né en 1944), ornithologue, né à Apatin.